# Giosuè Carducci
Pour les articles homonymes, voir Carducci.
Giosuè Alessandro Giuseppe Carducci (prononcé : [dʒozuˈɛ karˈduttʃi]) est un poète italien, un enseignant et un éditeur, né à Valdicastello, un hameau de Pietrasanta, le 27 juillet 1835, et mort à Bologne le 16 février 1907. Il est le premier Italien à recevoir le prix Nobel de littérature, en 1906.
Il écrit ses premières pièces en vers à l'âge de 13 ans avant de devenir un écrivain qui influence profondément la vie intellectuelle de l'Italie du XIXe siècle. Son œuvre la plus connue est Odes barbares, publiée en 1882. En 1906, malade et faible, il ne peut se déplacer pour recevoir le prix Nobel. Il meurt l'année suivante.

## Biographie

### Origines et études
Il naît en 1835 à Valdicastello, un hameau de Pietrasanta dans la Versilia en Toscane, de Michele et Ildegonda Celli. Son père est un « petit médecin, libéral et patriote ». Ce père est impliqué dans les grèves des carbonari de 1831. La famille déménage à Bolgheri, hameau de Castagneto dans le Maremme en 1839. C'est dans ce pays, souvent évoqué dans sa poésie et ses récits autobiographiques, que le jeune Carducci passe une enfance tranquille,
Carducci entreprend ses premières lectures à Bolgheri sous l'égide de son père, doté d'une bonne culture classique.
En 1849, la famille s'installe à Florence, où le jeune Giosuè complète ses études chez les Piaristes, acquérant une bonne base en littérature et en rhétorique. En 1853, après avoir passé le concours, il s'inscrit à la faculté des lettres de l'École normale supérieure de Pise. Il en ressort diplômé en 1855 après avoir écrit une thèse sur la poésie de chevalerie, et publie ses premiers vers dans le mensuel L'arpa del popolo (« La harpe du peuple »).

### Enseignant et éditeur
En 1856, il déménage à Santa Maria a Monte, petit bourg de la province de Pise, et il enseigne la rhétorique au lycée dans la ville voisine, San Miniato, pendant une année scolaire, vivant  avec quelques compagnons une vie de bonne chère et critiquant le gouvernement et les institutions (ils furent même un moment accusés de blasphème), période qu'il raconte ultérieurement dans une œuvre autobiographique, Risorse di San Miniato. Au cours de la même année, il affirme son style poétique anti-romantique et fonde une société littéraire, dite des Amis pédants (Amici pedanti), avec Giuseppe Torquato Gargani, Giuseppe Chiarini et Ottaviano Targioni Tozzetti, de tendance très classiciste et anti-romantique, intervenant dans les discussions entre les manzoniani et les anti-manzoniani, auxquels il appartenait,,,.
En juillet de la même année, il reçoit le titre de professeur, mais le gouvernement ne le confirme pas comme professeur. Il  ne réussit pas non plus à obtenir l'enseignement du grec pour l'année scolaire 1857-1858 au lycée d'Arezzo.
Surveillé par la police à cause de ses idées politiques, il est suspendu de sa fonction d'enseignant. Il vit donc à Florence pendant trois ans, travaillant chez les éditeurs Barbera, où il est chargé de l'édition des petits volumes de la Bibliotechina Diamante. Il donne aussi des cours privés.
La mort de son frère cadet Dante  en 1857, et celle de son père l'année suivante, marquent Giosuè Carducci. Il traverse une période de grande dépression, qui se voit dans ses œuvres de l'époque. Il y évoque la colline où eut lieu la tragédie. En 1859 il épouse sa cousine, Elvira Menicucci. Il a quatre enfants d'elle.
Revenu à l'enseignement, il est nommé dans un lycée de Pistoia, où il enseigne le grec ancien et le latin pendant l'année 1859-1860. Dans cette période, les événements politiques et militaires en Italie le passionnent au moins autant que les questions littéraires. La seconde phase du Risorgimento s'amorce.
Par le décret du 26 septembre 1860, il est nommé chef du département de littérature italienne de l'université de Bologne. Il gardera ce poste jusqu'en 1904, trois années avant sa mort. Il publie entre-temps Juvenilia, un recueil de toutes ses poésies de la décennie précédente.
Progressivement, dans cette période, il  cesse d'identifier la monarchie piémontaise à ses convictions d'unité nationale et de progrès démocratique. Il s'oriente vers des idées de plus en plus radicales, manifestant des sympathies républicaines. Cette évolution se reflète dans son activité poétique qui, à partir de 1862, s'ouvre avec plus d'insistance aux thèmes sociaux et politiques.
En 1863, il publie Inno a Satana sous le pseudonyme d'Enotrio Romano, un succès qui suscite de vives polémiques. Il y exprime son anticléricalisme. Delle poesie toscane di A. Poliziano est publié la même année.

### Poète
Influencé par les littératures européennes, notamment française et allemande, sa poésie devient de plus en plus laïque, en même temps que ses options politiques s'orientent vers le républicanisme. En 1868 il publie son recueil le plus tourné vers la politique, Levia Gravia.
En 1871, il rencontre Carolina Cristofori Piva (mère de Gino Piva), une femme de forte ambition culturelle, femme d’un ex-général garibaldien de l’Expédition des Mille, féministe et  admiratrice de sa poésie, avec laquelle il commence une correspondance qui se transforme en relation amoureuse en 1872. Il dédie beaucoup de ses vers à cette femme, appelée Lina ou Lidia dans ses lettres et ses poèmes. C'est en cette période que se consolide sa réputation en tant que « guide » national de la culture italienne. Il écrit beaucoup, travaillant sur les Rime nuove (1861-1887) et les Odes barbares (Odi barbare, 1877-1889).
Il continue à enseigner à l'université, où il forme des hommes qui deviendront très connus, comme Giovanni Pascoli, Stefano Ferrari, Renato Serra, Alfredo Panzini et Manara Valgimigli.
Il va à Rome pour la première fois en 1873, et publie A proposito di alcuni giudizi di A. Manzoni et Del rinovvamento letterario d'Italia.
En 1878, à l'occasion du voyage de la famille royale à Bologne, il écrit l'Ode alla regina d'Italia à l'honneur de la reine Marguerite, admiratrice de ses vers. Il se voit accusé de se convertir au camp monarchiste, suscitant une forte polémique chez les républicains.
Dans les années suivantes il collabore avec le journal Fanfulla della Domenica, favorable au gouvernement (1878), ainsi qu'avec la Cronaca bizantina, publie les Nouvelles odes barbares (Nuovi Odi Barbare) et Giambi ad epodi, et lit son fameux discours Per la morte di Garibaldi (1882).
Son travail sur la Cronaca bizantina produira les sonnets de Ça ira (1883), et en 1887 il publie les Rime nuove.
Son cours à l'université sur le poème de Giuseppe Parini, Il Giorno, produira l'important essai Storia del "Giorno" di G. Parini (1888).
Au mois de juin 1888, a lieu à Bologne le premier Congresso Nazionale ed Internazionale degli Studenti Universitari (Congrès National et International des Étudiants Universitaires) à l'occasion du huitième centenaire de l'Université de Bologne, la plus ancienne d'Europe. L'évènement rassemble dans une grandiose fête internationale les délégations d'étudiants venues d'Italie et d'autres pays. Il est placé sous l'égide de Giosuè Carducci qui prononce un discours à cette occasion.
Carducci, qui a eu l'occasion de voir fonctionner en Allemagne des sociétés festives d'étudiants, s'en inspire pour impulser la naissance à Bologne des sociétés festives étudiantes italiennes de la Goliardia.
En 1889, à la suite de la publication de la troisième édition de ses Odes Barbares, Carducci commence à rassembler toutes ses œuvres dans une édition comptant vingt volumes, terminée en 1899.

### Dernières années
En 1890, il devient sénateur. Pendant son mandat, il soutient la politique de Francesco Crispi, qui dirigeait un gouvernement conservateur, même après la défaite d'Adua.
En 1899, il publie son dernier recueil de vers, Rime e Ritmi, et en 1904, il est contraint de quitter l'enseignement à cause de problèmes de santé. En 1899 toujours, il rencontre l'écrivaine Annie Vivanti. Ils ont une relation intime et durable.
Il reçoit le prix Nobel de littérature en 1906. C'est le premier prix Nobel italien de littérature, et un des premiers prix Nobel de ce pays,,. Il meurt peu de temps après, le 16 février 1907,.
Il fut initié en franc-maçonnerie dans la loge « Galvani », de Bologne, tout de suite après la bataille de l'Aspromonte, en 1866, l'essai Dante e l'età sua est publié, et Carducci est un des fondateurs de la loge « Felsinea » à Bologne. Ses liens avec la  franc-maçonnerie, ainsi qu'avec l'union démocratique, lui coûtent cher ; le ministre Broglio demande sa mutation au département de littérature latine de l'université de Naples.
Quoique Carducci fut baptisé Giosuè, le poète préféra toujours la forme non accentuée de son prénom. C'est pourquoi on trouve les deux orthographes dans les textes sur Carducci.

## Œuvres
- 1863 - Inno a Satana
- 1866-1867 - Della varia fortuna di Dante
- 1867 - Il travaille sur Idillio maremmano, qu'il terminera en 1872
- 1868 - Levia Gravia
- 1868 - Il commence à travailler sur Dello svolgimento della letteratura nazionale, qu'il finit en 1871
- 1871 - Pianto antico
- 1871 - Poesie
- 1872 - Primavere elleniche
- 1873 - Nuove poesie di Enotrio Romano
- 1874 - Davanti a San Guido et Nostalgia
- 1875 - Faida di commune, Tedio invernale, Alla stazione in una mattina d'autunno, Mors - nell'epidemia difterica
- 1876 - Alle fonti del Clitumno
- 1877 - Odes Barbares (Odi barbare)
- 1878 - Alla regina d'Italia
- 1880 - Sogno d'estate
- 1881 - Nevicata
- 1882 - Nuove Odi barbare, Giambi ed Epodi, Confessioni e battaglie  dont les deux volumes suivants furent publiés en 1883-1884
- 1883 - San Martino,  Visionne, Ça ira
- 1885 - Il commune rustico
- 1887 - Rime nuove
- 1888 - Jaufré Rudel
- 1888 - Discorso per l'VIII centenario[7]
- 1889 - Terze Odi Barbare
- 1890 - Piemonte
- 1892 -  Storia del "Giorno" di Giuseppe Parini
- 1893 - Recueil définitif des Odes Barbares
- 1899 - Rime e Ritmi, commentaire sur les Rime de Pétrarque
- 1902 - Dello svolgimento dell'Ode in Italia

Il n'est pas toujours facile de suivre le développement de la poésie de Carducci à travers des recueils qu'il a lui-même édité. En fait, le poète réorganisa plusieurs fois et de manières différentes les composantes, et ne leur donna une organisation systématique que plus tard dans l'édition de ses Œuvres complètes.
Les volumes du recueil de ses œuvres ne correspondent pas à l'ordre chronologique de leur création mais aux genres ; on trouve donc la poésie d'une période définie dans plusieurs volumes différents.

### Publications carducciennes
Les Rime, dits les Rime di San Miniato, furent publiés en 1857, suivis en 1868 par le premier recueil, en quatre livres, des Levia Gravia (sous le pseudonyme d'Enotrio Romano).
Poesie, un volume divisé en trois parties, sort en 1871. La première partie, intitulée Decennalia, contient les poésies politiques composées pendant la décennie allant de 1860 à 1870 ; la seconde s'appelait elle aussi Levia Gravia et la troisième Juvenilia.
En 1872, apparaissent les Primavere elleniche, mis plus tard dans le recueil des Rime Nuove, dédiés à Lidia. L'année suivante voit la sortie de Nuove poesie di Enotrio Romano, composé de quarante-six œuvres de genres variés.
Odes Barbares sortit en 1877, suivi en 1882 par les Nuove Odi barbare et en 1889 par le Terze Odi barbare.
Giambi ad Epodi, le recueil qui contient une grande partie des poésies polémiques et jacobines précédentes, apparaît en 1882. En 1887, furent publiés les Rime Nuove, qui contiennent le meilleur de la poésie précédente, mais basée, comme le souligne le titre, sur la tradition romane.
Le dernier recueil, Rime e Ritmi, publié en 1899, inclut toutes ses poésies, qu'elles soient basées sur la métrique libre ou non.
Carducci organisa définitivement ses recueils sous le titre de Œuvres (Opere), laissant de côté quelques textes. Les recueils s'ensuivent en cet ordre :
- Juvenilia en sept livres (1850-1860)
- Levia Gravia en deux livres (1861-1871)
- Inno a Satana (1863)
- Giambi ed Epodi en deux livres (1867-1879)
- Intermezzo (1874-1887)
- Rime Nuove en neuf livres (1861-1887)
- Odi Barbare en deux livres (1873-1889)
- Rime e Ritmi (1889-1898)
- Della Canzone di Legnano, 1re partie (Il Parlamento), (1879)

#### Juvenilia
Le premier recueil de ses vers, que Carducci choisit et divisa lui-même, porte le titre significatif de Juvenilia (1850-1860). Il a un caractère un peu provincial et pédant du groupe des Amis pédants (Amici pedanti) que le jeune Carducci forma alors avec le but de combattre les romantiques florentins. Dans les vers on note l'imitation des classiques anciens et, parmi les modernes, surtout ceux de Vittorio Alfieri, Vincenzo Monti, Ugo Foscolo, et Giacomo Leopardi.
Après cette première expérience, Carducci, qui avait entretemps élargi ses horizons culturels avec la lecture de Hugo, Barbier, Shelley, Heine et Von Platen, absorba les expériences de la poésie romantique européenne et les idées de tous les mouvements démocratiques nés de la Révolution française, devenant républicain et mazzinien. Une série de poèmes sur les événements politiques en Italie se trouvent réunis dans le sixième livre des Junénilia.
Cette période de grande ferveur idéologique voit naître Inno a Satana et Giambi ad Epodi et les poèmes de Levia Gravia.

#### Levia Gravia
Le titre peut se traduire par Les choses lourdes et les choses légères.
Dans ce second recueil, Levia Gravia (1861-1871), dont le titre est composé de deux pluriels sans conjonction selon un usage classique, il y a des poésies peu originales, des imitations des anciens quelquefois écrites pour des occasions particulières.
Beaucoup des poèmes reflètent sa désillusion avec le Risorgimento. Parmi les poèmes les plus réussis on trouve Congedo, où domine la nostalgie de celui qui a vu sa jeunesse passer, tandis que le plus important du point de vue historique est Per il trasporto delle reliquie di U. Foscolo in S. Croce, et le plus politiquement important est Dopo Aspromonte, où l'on voit un Garibaldi fier et rebelle. Les thèmes de ce recueil font en effet échos aux bouleversements politiques en cours à l'époque en Italie, avec quelquefois de l'enthousiasme et quelquefois de la déception.

#### Inno a Satana
« Je te salue, Satan / Ô rébellion / Ô force vengeresse / De la Raison ». L'Inno a Satana (1863), qui célèbre Satan en tant que symbole de la rébellion de l'homme contre l'autorité (notamment religieuse), précède le recueil Giambi ad Epodi. Cet hymne, quoiqu'étant de peu de valeur poétique, comme Carducci le reconnaîtra, reste toutefois un important document non seulement des idées de Carducci mais des intellectuels italiens de l'époque. Comme prophètes du triomphe de Satan, Carducci cite Heinrich Heine, Edgar Quinet, Pierre-Joseph Proudhon, Jules Michelet, qui ont exalté la supériorité de la libre pensée et de la rationalité, du progrès des sciences contre le fanatisme chrétien. L'ode est citée par le personnage de Settembrini, qui se dit disciple de Carducci, dans La Montagne magique de Thomas Mann. 

#### Giambi ed Epodi
Le recueil appelé Giambi ed Epodi (1867-1879), est jugée polémique par la critique. Quoiqu'on n'y voit pas encore la vraie poésie carduccienne, on y rencontre toute la passion du poète et tous les thèmes de sa poésie.
Le titre évoque l'antique poésie satirico-polémique, comme celle du Grec Archiloque ou celle du Romain Horace, qui s'inspire du poète-soldat.
Dans Giambi ed Epodi on voit l'exaltation des grandes idées de la liberté et de la justice, le mépris pour les compromis de l'Italie unifiée, la polémique contre le Pape et contre beaucoup d'aspects de la vie italienne.

#### Rime nuove
Dans le recueil Rime nuove (1861-1887), précédé d'Intermezzo, on entend des échos de Hugo, Von Platen, Goethe, Heine, Baudelaire, et Poe. Le contenu est basé sur les œuvres précédentes de Carducci, mais est plus approfondi.
Le sujet de la Révolution française est abordée dans les douze sonnets de Ça ira. À côté du rêve, sur le plan historique, d'un peuple libre et primitif, on trouve des poèmes sur l'enfance libre et rebelle dans le Maremme, comme c'est le cas du sonnet Traversando la Maremma toscana.

#### Odes Barbares
Le recueil Odes Barbares (1873-1889) représente la tentative de reproduire la métrique quantitative des Grecs et des Romains avec la métrique accentuativa italienne. Les deux sont décidément différents, mais d'autres poètes avaient déjà fait de même depuis le XIVe siècle. Il appelle toutefois ses odes barbares parce qu'elles paraîtraient ainsi à un Grec, un Romain ou encore à des Italiens de son époque.
Dans les Odes prédominent les thèmes historiques et celui, paysagiste avec des touches plus intimes, qu'on trouve dans le poème Alla stazione in una mattina d'autunno. On retrouve aussi les thèmes fondamentaux de la poésie carduccienne : la famille, l'enfance, la nature, et la mort, acceptée avec tristesse, comme dans Nevicata. Ce recueil des Odes Barbares est un succès pour l'auteur, notamment en Italie.

#### Rime e Ritmi
Dans le recueil Rime e Ritmi (1889-1898) de 29 poèmes, la composition en métrique traditionnelle fait place à celle en métrique barbare, comme le souligne le titre même. Les mêmes thèmes sont récapitulés, non sans d'intéressantes nouveautés. Il y exalte l'avenir glorieux du royaume d'Italie, mais quelques compositions abordent des thèmes plus intimes, tels que la beauté de la nature et de la vie contrastant avec le passage du temps et le sentiment de la mort. Si les odes historiques, de Piemonte à Cadore, une fois célèbres, ne sont plus au goût des lecteurs d'aujourd'hui, d'autres retrouvent une grande popularité, montrant un Carducci plus intime et sensible aux goûts changeants qui marquent la fin du XIXe siècle. Les plus appréciées sont les poèmes connus sous le nom de Idilii alpini (Idylles alpines), ainsi que L'ostessa di Gaby, Esequie della guida E.R., In riva al Lys, Sant'Abbondio,  et L'elegia del monte Spluga, et Mezzogiorno alpino. Presso una Certosa est, à son tour, une sorte de testament idéal dans lequel, confronté à la mort, Carducci réaffirme sa foi dans les valeurs de la poésie. Les tristes élégies La moglie del gigante et Jaufré Rudel sont importantes, aussi.

#### Della canzone di Legnano, parte I (Il Parlamento)
Publié en 1879, Il Parlamento, la première partie de Della Canzone di Legnano, est sans doute l'un des chefs-d'œuvre de Carducci où l'on trouve toute l'inspiration de ses recueils.

### Liste des œuvres
- Primi versi
- Juvenilia
- Levia gravia, 1868
- Giambi ed epodi, 1882
- Rime nuove, 1861 - 1887
- Odi barbare, 1877 - 1889
- Rime e ritmi, 1899
- Prose giovanili
- Primi saggi
- Discorsi letterari e storici
- Studi sulla letteratura italiana dei primi secoli
- I trovatori e la cavalleria
- Dante
- Petrarca e Boccaccio
- Il Poliziano e l'Umanesimo
- La coltura estense e la gioventù dell'Ariosto
- L'Ariosto e il Tasso
- Lirica e storia nei secoli XVII e XVIII
- Studi su Giuseppe Parini
  - il Parini minore
  - il Parini maggiore
- Poeti e figure del Risorgimento
- Leopardi e Manzoni
- Scritti di storia e di erudizione
- Bozzetti e scherme
- Confessioni e battaglie
- Ceneri e faville
- Versioni da antichi e da moderni
- Ricordi autobiografici, saggi e frammenti
- Inno a Satana, 1863
- Alla regina d'Italia, 1878
- Poesie
- Del Risorgimento italiano
- Dello svolgimento della letteratura nazionale
- Letture italiane scelte e annotate ad uso delle suole secondarie inferiori, avec Ugo Brilli
- Ça ira. Versi e prosa
- Amarti è odiarti. Lettere a Lidia
- Confessioni e battaglie
- Per il tricolore, discours pour le premier centenaire du tricolore italien
- Cacce in rima
- Prose
- Accapigliatura ed altre prose
- Lo studio bolognese
- Faida di Commune
- Il libro delle prefazioni

### Critique
Avec Carducci on retrouve une réaction négative au Romantisme (de Prati, d'Aleardi), et même contre les scapigliati. Sa réaction voit le retour aux classiques. Il cherche à élaborer un art mesuré, raisonnable, une expression harmonieuse,. La vie, et ses valeurs (de gloire, d'amour, de beauté et d'héroïsme), sont sans doute la plus grande inspiration du poète, mais les paysages lui sont également très importants, sans que les paysages qu'il dépeint ne soit exaltés par lui en tant que miracle de la beauté. Son poème Davanti a San Guido, par exemple, est simplement l'écho ému d'un voyage en train à travers le pays de son enfance. Un autre grand thème carduccien est celui de la mémoire, la nostalgie des espoirs ratés, de tout ce qui n'est plus.
Carducci fut critiqué par plusieurs personnes, comme Enotrio Ladenarda (pseudonyme d'Andrea Lo Forte), par exemple dans Lettera aperta a Benedetto Croce paru en 1915, ou encore dans les ouvrages qu'il lui consacre en 1912 : Giosuè Carducci, vol. 1 et 2, et Feticisti Carduccini. Natalino Sapegno, critique littéraire italien du XXe siècle le considére comme un « poète mineur ».
La langue de Carducci, dernier représentant du volet classique de la langue poétique italienne et écrivain en prose original, a été étudiée notamment par Lorenzo Tomasin

## Hommages
En France, en 1912, quelques années après sa mort, le chemin des Alouettes, sur l'ancienne commune de Belleville, est rebaptisé pour partie en rue Carducci, seule rue parisienne qui porte le nom d’un poète italien du XIXe siècle. Carducci symbolise alors l'Italie pour une partie des Français.
Sur la surface de Mercure, un cratère d'un peu  plus de 108 km de diamètre est nommé de son nom, en son honneur, en 1976, et devient le cratère Carducci,.